# Due notti con Cleopatra
Due notti con Cleopatra é um filme italiano de 1953, dirigido por Mario Mattoli.

## Sinopse
Cesarino (Alberto Sordi) é um soldado romano que chega a Alexandria para servir no exército de Cleópatra (Sophia Loren). Acontece que quando Marco Antonio (Ettore Manni) não está, Cleópatra costuma passar a noite com um dos seus soldados, deixando no seu lugar uma sósia, para prevenir qualquer contratempo. Todos os soldados que passaram uma noite com Cleópatra morreram envenenados no dia seguinte, facto que Cesarino desconhece. 

## Elenco
- Alberto Sordi: Cesarino
- Sophia Loren: Cleópatra/Nisca
- Ettore Manni: Marco Antônio